# Jean-Marie Georges Girard de Soubeyran
Jean-Marie Georges Girard de Soubeyran, né le 3 novembre 1828 à Paris où il est mort le 2 février 1897, est un homme politique et homme d'affaires français.

## Biographie
Fils d’un haut fonctionnaire (son père est receveur général des finances à Nancy) et petit-fils de Savary, duc de Rovigo, par sa mère, il suit des études de droit avant de rejoindre le ministère des Finances en 1849. En 1853, il est fait chevalier de la Légion d'honneur et devient, l’année suivante, chef du personnel et du cabinet au ministère d'État. 
Promu officier de la Légion d’honneur, il est nommé sous-gouverneur du Crédit foncier de France en 1860, date à laquelle il est élu maire de Morthemer après s’être essayé à la politique en tant que conseiller général du canton de Saint-Julien-l'Ars (1855-1892).
Le 14 octobre 1864, il épouse Marie-Marguerite de Beaupoil de Saint-Aulaire, fille de Joseph-Louis-Camille de Beaupoil de Saint-Aulaire. Entre 1863 et 1893, il est réélu sans interruption député de la Vienne. À l’Assemblée, il soutient Thiers et siège avec la droite conservatrice. Il participe aussi à la Commission du budget de l'Assemblée nationale. Réputé pour ses compétences financières, c’est à lui que Gambetta, nouvellement élu président de cette commission, demandera conseil en 1876.
Membre du centre droit, il vote contre la guerre franco-prussienne de 1870 et se tient à l’écart lors de la chute du Second Empire. Il rachète en 1873 le quotidien Le Soir, fondé en 1869 par le banquier Merton, et impose une ligne éditoriale plus conservatrice. Il rachète ensuite Le National et Le Petit National.
Entre 1874 et 1879, il est vice-président de la commission des monuments historiques. Réélu après la dissolution de la chambre en 1877, il siège aux côtés des bonapartistes et vote souvent contre les initiatives des gouvernements successifs de la IIIe république, notamment sur les questions économiques et coloniales. En 1878, il est révoqué de ses fonctions au Crédit foncier de France. 
Il décide alors de profiter de sa fortune et de faire fructifier ses affaires, comme la carrière de Normandoux à Tercé, qu'il a acquise en 1869. Il crée la Banque d'escompte de Paris ainsi que différents établissements financiers ou d’assurances, et fait restaurer à ses frais le château et l’église de Morthemer. Entre 1881 et 1890, il dirige les haras de Saint-Georges, près de Moulins, qu’il a rachetés avec le vicomte d’Harcourt et le duc de Castries.
À la suite d'irrégularités, le Tribunal de commerce de la Seine prononce la faillite de la Banque d’escompte de Paris en février 1894. Le baron de Soubeyran est d’abord arrêté puis libéré. Ses biens sont liquidés. Ruiné, il meurt trois ans plus tard.